# 田野 (スキー選手)
田 野（でん や、ティエン・ヤー、1982年7月29日 - ）は、中華人民共和国の男子クロスカントリースキー選手、バイアスロン選手。

## 生涯
田野は1998年に中国人民解放軍のスキーチームに加入。2003年の全国冬季運動会に出場し、男子クロスカントリースキーのリレー種目で金メダルを獲得した。翌2004年には長春で開催された国際短距離競技にてアジアチームとして出場し、優勝した。
2005年、田野はオーストリアのFIS国際クロスカントリースキー男子15km競技にて4位入賞。全国クロスカントリースキー選手権では男子15kmとスプリント種目で優勝した。2006年の冬季オリンピックでは、チームスプリント、15kmクラシカル、個人スプリントに出場。2月14日のチームスプリントは準決勝1組を18分57秒4で10位となり、決勝進出はならなかった。2月17日の個人15kmクラシカルは43分32秒2の記録で64位。そして2月22日の個人スプリントは予選ラウンドを2分25秒85の記録で53位となった。
オリンピック後、田野はバイアスロン競技に転向。2007年アジア冬季競技大会の男子4×7.5kmリレーで優勝した。